# キム・マナーズ
キム・マナーズ（Kim Manners, 1951年1月13日 - 2009年1月25日）は、アメリカ合衆国のテレビプロデューサー、監督、元子役である。『Xファイル』、『スーパーナチュラル』を監督したことで知られる。

## 生涯

### 生い立ちと家族
ショービジネス一家で育つ。父のサム・マナーズは『The Wild Wild West』や『ルート66』を監督したことで知られる。幼少の頃は子役として活動し、3歳の時にシボレーのコマーシャルでデビューした。父親やウィリアム・ボーディン監督の現場でも活動し、ボーディンの勧めで監督業を志すようになった。弟のケリーも監督であり、『エンジェル』、『バフィー 〜恋する十字架〜』、『ドールハウス』などに参加した。姉妹のタナもテレビ監督である。

### キャリア
1978年に『チャーリーズ・エンジェル』のエピソードで監督デビューした。それに先立ち、同便組でユニット・プロダクション・マネージャーやほかのプロジェクトでアシスタントディレクターを務めていた。他に『21ジャンプストリート』、『新スパイ大作戦』、『新スタートレック』、『ベイウォッチ』、『The Adventures of Brisco County, Jr.』、『ザ・コミッシュ』を監督した。
『21ジャンプストリート』でジェームズ・ウォンとグレン・モーガンと出会い、またロブ・ボウマンの勧めもあったことにより『Xファイル』には第2シーズンより参加した。プロデューサーも兼任し、エミー賞には4度ノミネートされた。2005年より始まった『スーパーナチュラル』では監督の他に製作総指揮も務めた。

## 死去
2009年1月25日、カリフォルニア州ロサンゼルスにて58歳のときに肺癌で亡くなった。『Xファイル 2016（＝第10シーズン）』にはマナーズの墓碑が登場する。